# Lotta ai XXI Giochi del Commonwealth
Le competizioni di lotta ai XXI Giochi del Commonwealth si sono svolte dal 12 al 14 aprile 2018.

## Medagliere
| Posiz. | Nazione     | Oro | Argento | Bronzo | Totale |
| ------ | ----------- | --- | ------- | ------ | ------ |
| 1      | India       | 5   | 3       | 4      | 12     |
| 2      | Nigeria     | 3   | 2       | 3      | 8      |
| 3      | Canada      | 2   | 5       | 3      | 10     |
| 4      | Sudafrica   | 1   | 1       | 0      | 2      |
| 5      | Pakistan    | 1   | 0       | 2      | 3      |
| 6      | Galles      | 0   | 1       | 1      | 2      |
| 7      | Inghilterra | 0   | 0       | 3      | 3      |
| 8      | Cipro       | 0   | 0       | 1      | 1      |
| Totale | Totale      | 12  | 12      | 17     | 41     |

## Podi

### Maschile
| Evento | Oro            | Argento          | Bronzo                            |
| 57kg   | Rahul Aware    | Steven Takahashi | Ebikewemino Welson Muhammad Bilal |
| 65kg   | Bajrang Punia  | Kane Charig      | Amas Daniel Charlie Bowling       |
| 74kg   | Sushil Kumar   | Johanes Botha    | Curtis Dodge Jevon Balfour        |
| 86kg   | Muhammad Inam  | Melvin Bibo      | Syerus Eslami Somveer             |
| 97kg   | Martin Erasmus | Mausam Khatri    | Jordan Steen Alexios Kaouslidis   |
| 125kg  | Sumit Malik    | Korey Jarvis     | Tayab Raza                        |

### Femminile
| Evento | Oro                | Argento            | Bronzo                           |
| 50kg   | Vinesh Phogat      | Jessica MacDonald  | non assegnato                    |
| 53kg   | Diana Weicker      | Babita Kumari      | Bose Samuel                      |
| 57kg   | Odunayo Adekuoroye | Pooja Dhanda       | Emily Schaefer                   |
| 62kg   | Aminat Adeniyi     | Michelle Fazzari   | Sakshi Malik                     |
| 68kg   | Blessing Oborududu | Danielle Lappage   | Divya Kakran                     |
| 76kg   | Erica Wiebe        | Blessing Onyebuchi | Georgina Nelthorpe Kiran Bishnoi |